# Moca (Porto Rico)
Moca é município de Porto Rico localizada na região noroeste da ilha, ao norte de Añasco; sudeste de Aguadilla, leste da Aguada e oeste de Isabela e San Sebastián. Moca está espalhada por 12 alas e Pueblo Moca (O centro da cidade e do centro administrativo da cidade). É parte do Área Metropolitana Aguadilla - Isabela - San Sebastián.

## Ligações Externas
- Appraisers em Moca,Porto Rico
- Moca and its barrios, United States Census Bureau
- Palacete Los Moreau Video & Contact Info e EyeTour Puerto Rico